# Knut Lambert
Knut Lambert (18 de septiembre de 1864 - 7 de diciembre de 1941) fue un actor y director teatral y cinematográfico de nacionalidad sueca.

## Biografía
Su nombre completo era Knut Lambert Larsson, y nació en Estocolmo, Suecia. Lambert se formó en el ballet del Teatro Dramaten en 1876, y fue extra entre 1881 y 1886, cursando estudios en la escuela de dicho teatro entre 1884 y 1886. Debutó en el cine en 1906, trabajando en una cuarentena de producciones cinematográficas.
Knut Lambert falleció en Estocolmo en 1941. Fue enterrado en el Cementerio Norra begravningsplatsen de esa ciudad. Desde 1894 y hasta su muerte estuvo casado con la actriz Helfrid Lambert.

## Filmografía

### Actor
- 1906 : Lika mot lika
- 1910 : Göteborgarens Marstrandsresa
- 1924 : Ödets man
- 1924 : Gösta Berlings saga
- 1925 : Damen med kameliorna
- 1925 : Styrman Karlssons flammor
- 1925 : Karl XII
- 1926 : Mordbrännerskan
- 1926 : Farbror Frans
- 1927 : Drottningen av Pellagonien
- 1927 : Ungdom
- 1927 : En perfekt gentleman
- 1927 : Hans engelska fru
- 1928 : Parisiskor
- 1928 : Synd
- 1930 : Ulla, min Ulla
- 1931 : Flickan från Värmland
- 1931 : Falska miljonären
- 1931 : Hans Majestät får vänta
- 1931 : Trötte Teodor
- 1933 : En melodi om våren
- 1934 : Kungliga Johansson
- 1934 : Sången till henne
- 1934 : Simon i Backabo
- 1935 : Larsson i andra giftet
- 1936 : På Solsidan
- 1937 : Familjen Andersson
- 1937 : Konflikt
- 1937 : Än leva de gamla gudar
- 1938 : Styrman Karlssons flammor
- 1938 : Bara en trumpetare
- 1938 : En kvinnas ansikte
- 1938 : Fram för framgång
- 1939 : Valfångare
- 1939 : Mot nya tider
- 1939 : Filmen om Emelie Högqvist
- 1940 : Mannen som alla ville mörda
- 1940 : Romans
- 1941 : Hem från Babylon

### Director
- 1906 : Lika mot lika

## Teatro
- 1889 : Ett köpmanshus i skärgården, de Frans Hedberg, dirección de Albert Ranft, Stora Teatern de Gotemburgo[3]
- 1899 : Rocamboles arvingar, de Charles Varin, Södra Teatern[4]
- 1899 : Den stora sträjken, Södra Teatern
- 1900 : Colinette, de G. Lenotre y Gabriel Martin, Vasateatern[5]
- 1901 : Stiliga Agusta, de Gustaf af Geijerstam, dirección de Albert Ranft, Södra Teatern[6]
- 1902 : Primadonnan, de Charles Weinberger, Bernhard Buchbinder y Josef Wattke, Olympiateatern[7]
- 1902 : Pariserpojken, de Jean-François Bayard y Émile Vanderbruch, Olympiateatern[8]
- 1903 : Hattmakarens bal, de Selfrid Kinmanson, Olympiateatern[9]
- 1903 : Clairette i dragonlägret, de Victor Roger, Hippolyte Raymond y Antony Mars, Olympiateatern[10]
- 1903 : Stabstrumpetaren, de Frans Hedberg, Olympiateatern[11]
- 1906 : Med storm, de Maurice Donnay, Dramaten[12]
- 1908 : De löjliga preciöserna, de Molière, dirección de Emil Grandinson, Dramaten
- 1915 : Äventyret, de Gaston Arman de Caillavet y Robert de Flers, dirección de Karl Hedberg, Dramaten
- 1920 : Det röda bandet, de Carl Mathern y Toni Impekoven, dirección de Karl Hedberg, Dramaten
- 1920 : Markis von Keith, de Frank Wedekind, dirección de Karl Hedberg, Dramaten
- 1920 : Låt oss skiljas, de Victorien Sardou y Émile de Najac, dirección de Karl Hedberg, Dramaten
- 1921 : Resan till Le Havre, de Louis Verneuil, dirección de Tor Hedberg, Dramaten
- 1921 : Hemkomsten, de Robert de Flers y François Wiener, dirección de Karl Hedberg, Dramaten